# Raymond Longford Award
Le Raymond Longford Award est une récompense de cinéma et de télévision australienne spéciale décernée chaque année depuis 1968 par l'Australian Academy of Cinema and Television Arts, laquelle décerne également tous les autres AACTA Awards. Il s'agit de la récompense la plus prestigieuse décernée par l'Académie.
Nommé en l'honneur du réalisateur, scénariste, acteur et producteur australien Raymond Longford (1878–1959), il récompense une carrière émérite consacrée au cinéma : « une personne ayant témoigné depuis de longues années d'un engagement indéfectible à l'industrie du cinéma et de la télévision, et a – à travers leur œuvre – en grande partie contribué à l'enrichissement de la culture australienne,. »

## Récipiendaires
Note : sauf mention contraire, la nationalité des personnalités mentionnées ci-dessous est  australienne.
- 1968 : Ian Dunlop (réalisateur)  Royaume-Uni
- 1969 : Non décerné
- 1970 : Stanley Hawes (réalisateur et producteur)  Royaume-Uni
- 1971 : Non décerné
- 1972 : Non décerné
- 1973 : Non décerné
- 1974 : Non décerné
- 1975 : Non décerné
- 1976 : Ken G. Hall (réalisateur)
- 1977 : Charles Chauvel (réalisateur, scénariste et producteur)
- 1978 : Marie Lorraine (réalisatrice et actrice), Paulette McDonagh (réalisatrice et scénariste) et Phyllis McDonagh (réalisatrice, productrice et chef décoratrice)
- 1979 : Jerzy Toeplitz (réalisateur fondateur de l'AFTRS)  Ukraine
- 1980 : Tim Burstall (réalisateur)  Royaume-Uni
- 1981 : Phillip Adams (journaliste et producteur)
- 1982 : Eric Porter (animateur)
- 1983 : Bill Gooley (technicien)
- 1984 : David Williams (distributeur)
- 1985 : Don Crosby (acteur)
- 1986 : Barry Jones (ministre et premier président de l'AFTRS)
- 1987 : Paul Riomfalvy (premier réalisateur de NSW Film Corp)  Hongrie
- 1988 : Russell Boyd (directeur de la photographie)
- 1989 : John Meillon (acteur)
- 1990 : Peter Weir (réalisateur)
- 1991 : Fred Schepisi (réalisateur)
- 1992 : Lee Robinson (réalisateur)
- 1993 : Sue Milliken (producteur)
- 1994 : Jack Thompson (acteur)
- 1995 : George Miller (réalisateur, scénariste et producteur)
- 1996 : Non décerné
- 1997 : Jan Chapman (producteur)
- 1998 : Charles "Bud" Tingwell (acteur)
- 1999 : John Politzer (distributeur)
- 2000 : Anthony Buckley (producteur)
- 2001 : David Stratton (critique de films)  Royaume-Uni
- 2002 : Patricia Edgar (productrice de télévision)
- 2003 : Ted Robinson (réalisateur, producteur et scénariste de télévision)
- 2004 : Patricia Lovell (productrice)
- 2005 : Ray Barrett (acteur)
- 2006 : Ian Jones (réalisateur, producteur et scénariste de télévision)
- 2007 : David Hannay (producteur) (producteur)  Nouvelle-Zélande
- 2008 : Dione Gilmour (réalisateur de documentaires)
- 2009 : Geoffrey Rush (acteur)
- 2010 : Reg Grundy (producteur et diffuseur de télévision)
- 2012 : Don McAlpine (directeur de la photographie)
- 2013 : Al Clark (producteur)  Royaume-Uni